# Marc Clausen
Marc Clausen (* 1970 in Flensburg) ist ein deutscher Grafiker, Fotograf und Musikvideo-Produzent. Unter dem Künstlernamen Marcnesium war Clausen von 1998 bis 2018 Teil der Band Fünf Sterne deluxe.

## Ausbildung und Frühwerk
Clausen zog in den 1990er Jahren nach Hamburg und studierte dort das Fach Kommunikationsdesign. Er spezialisierte sich auf Fotografie und arbeitete ab 1994 als freiberuflicher Grafiker und Fotograf, hauptsächlich bei der Gestaltung von Plattencovern und weiterem Artwork. Seit 1992 dokumentierte Clausen die Hamburger Hip-Hop-Szene fotografisch. Arbeiten von Clausen sind unter anderem die Covergestaltungen für Fischmob, so zum Beispiel das Artwork von Männer können seine Gefühle nicht zeigen.

## Fünf Sterne deluxe
Als Grafikdesigner hat Clausen das Erscheinungsbild der Band Fünf Sterne deluxe maßgeblich beeinflusst. Er war vor allem für die Gestaltung von Plattencovern, Pressematerial und Musikvideos verantwortlich. Im Laufe der Zeit zog sich Clausen zunehmend von öffentlichen Auftritten zurück, bis er dann schließlich ganz aus der Band ausschied.

## Lehre und Arbeit als Fotograf
An der Ruhrakademie in Schwerte ist Clausen Dozent für das Fach Multimedia. Er arbeitet weiterhin als freier Grafiker und Fotograf. 2021 veröffentlichte Clausen einen Bildband mit dem Titel Backstage – Fischmob und Kollegen: Hamburger Erinnerungen.